# Mario Lusiani
Mario Lusiani, född 4 maj 1903 i Vescovana, död 3 september 1964, var en italiensk tävlingscyklist.
Lusiani blev olympisk guldmedaljör i lagförföljelse vid sommarspelen 1928 i Amsterdam.